# Огретен
Огретенът обикновено се приготвя със сварени картофи и сирене, но рецептата е изменена и в огретена е възможно да присъстват множество други продукти като тиквички, домати, патладжани, спанак, праз, броколи, грах, моркови, зеле и т.н. Въпреки че традиционно се приготвя със зеленчуци, понякога месо или месен продукт може да присъстват също.

## Приготовление
Необходими продукти:
• 500 грама картофи
• 30 грама масло
• 150 грама сирене
• 200 мл прясно мляко
• 2 бр. яйца
• сол
Картофите се измиват и сваряват. След като са готови, се обелват и нарязват на филийки и се нарежда ред картофи в добре намазнена тава. Натрошеното сирене се разстила върху картофите и отново се нарежда ред картофи. Разбиват се яйцата, млякото и солта и със сместа се заливат картофите и сиренето. Отгоре се поставят парченца масло и ястието се пече във фурна за около 30 минути на 200 С.

## Тълкуване на думата
Огретен (гратен, гретен) – всяко ястие, което е залято или покрито отгоре със сирене (мляко или сметана) или галета, смесени с бучки масло и приготвено във фурна или под грил. Терминът „au gratin“ или „gratinée“ (откъдето идва и българското огретен) е за всички ястия, приготвени по този начин. Огретенът се приготвя в специални кръгли или овални огнеупорни съдове, наричани gratin.